# Stephen Hunt
Stephen Patrick Hunt (Portlaoise, Írország, 1981. augusztus 1.) ír válogatott labdarúgó, szélső középpályás.

## Pályafutása

### Kezdeti évek
Hunt a Crystal Palace ifiakadémiáján kezdett futballozni. 1999-ben kapott profi szerződést, de nem tudta beverekedni magát a kezdőbe, mindössze három mérkőzésen kapott lehetőséget. 2001-ben a Brentfordhoz igazolt, ahol fontos csapattaggá vált. 2005-ig 136 bajnoki találkozón kapott lehetőséget és 25 gólt szerzett. Ezután úgy döntött, nem hosszabbítja meg a szerződését és másik csapatot keres magának. Kis híján a Braford Cityhez került, de az utolsó pillanatban meggondolta magát és a Readinghez írt alá.

### Reading FC
Első szezonjában általában csak csereként jutott lehetőséghez Bobby Convey kiváló formája miatt, de általában jó teljesítményt nyújtott. Csapata bajnok lett a másodosztályban és feljutott a Premier League-be. 2006. október 14-én, egy Chelsea elleni meccsen olyan keményen ütközött Petr Čech-vel, hogy a cseh kapus koponyatörést szenvedett. A meccs későbbi szakaszában ő és csapattársa, Ibrahima Sonko a cserekapussal, Carlo Cudicinivel is összeütközött, aki szintén súlyosan megsérült. Az Angol labdarúgó-szövetség úgy döntött, nem bünteti meg őket, de a Chelsea szurkolóitól életveszélyes fenyegetéseket kaptak.
2007. július 9-én Hunt egy új, 2010 nyaráig szóló szerződést kapott a Readingtől. 2008 januárjában a Sunderland négy ajánlatot is tett érte, de a kék-fehérek mindet elutasították. Februárban 2011-ig meghosszabbította szerződését csapatával. A 2007/08-as szezonban 39 mérkőzésen játszott és 6 gólt szerzett. 2009 februárjában még egy évvel megtoldotta szerződését, de nyáron bejelentette, hogy szeretne visszatérni a Premier League-be.

### Hull City AFC
2009. augusztus 13-án a Hull Cityhez igazolt. A vételárat nem hozták nyilvánosságra, de úgy tudni, egy körülbelül 3,5 millió fontos összegről van szó. Két nappal később, a Chelsea ellen debütált és gólt is szerzett. Ez volt a Premier League 2009/10-es kiírásának legelső gólja. A következő meccsen, a Tottenham Hotspur ellen szintén betalált.

## Válogatott
Hunt 2007. február 7-én, San Marino ellen mutatkozott be az ír válogatottban. Március 24-én, Wales ellen szintén lehetőséghez jutott. Szeptember 12-én, Csehország ellen kiállították a Jan Polákkal szemben elkövetett szabálytalansága miatt.

## Külső hivatkozások
- Stephen Hunt pályafutásának statisztikái a Soccerbase oldalon (angolul)

## Fordítás
- Ez a szócikk részben vagy egészben  a   Stephen Hunt (footballer born 1981) című angol Wikipédia-szócikk fordításán alapul.  Az eredeti cikk szerkesztőit annak laptörténete sorolja fel. Ez a jelzés csupán a megfogalmazás eredetét és a szerzői jogokat jelzi, nem szolgál a cikkben szereplő információk forrásmegjelöléseként.